# 박만백

박만백(朴萬伯, 1689년~?)은 조선 후기의 관료이다. 본관은 밀양(密陽) 자는 도균(燾均)이고, 호는 매우(梅宇)이다. 박자응[(朴自凝),읍백당挹白堂)]의 후손으로 목천관동(睦川官洞, 천안 목천읍)에서 들어왔다. 문과에 급제하여 정언(正言)을 지냈고 학문과 행위가 있다. 울진군지(蔚珍君誌) 및 박씨문헌록(朴氏文獻錄)(국립중앙도서관 및 충남대학교 도서관)에서 볼 수 있다.
|  |  |  |  |